# Nowy cmentarz żydowski w Łasku

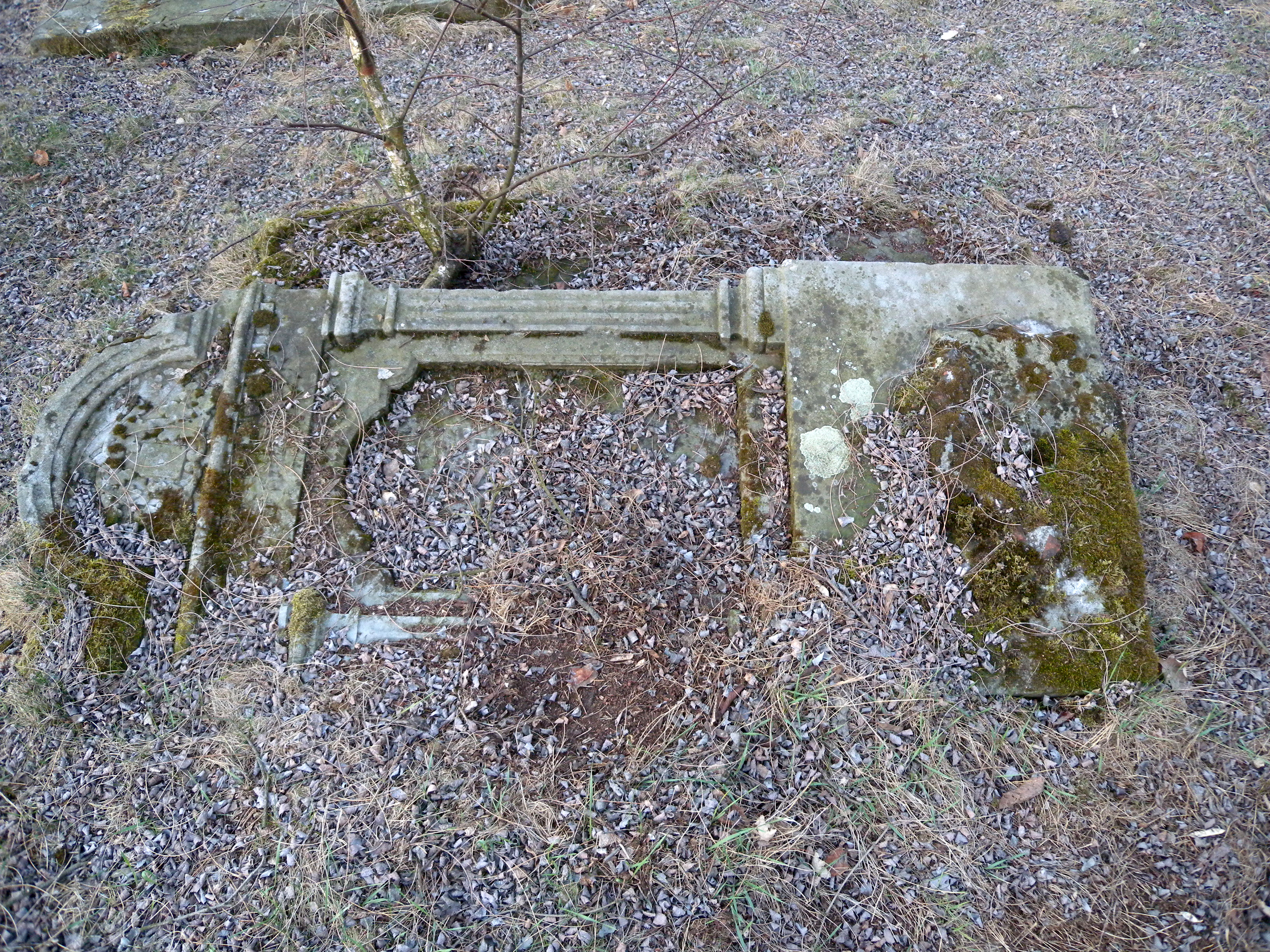
Jedna z zachowanych macew

Nowy cmentarz żydowski w Łasku – został założony na początku XIX wieku i zajmuje powierzchnię około 2 ha, na której zachowało się około stu nagrobków (w tym siedem sarkofagów), z których pięćdziesiąt ma czytelne napisy. Cmentarz znajduje się na południe od centrum miejscowości, w miejscu zwanym Podłaszcze. Ostatni znany pochówek odbył się w 1942.                                          